# 山田町 (鹿児島市)
山田町（やまだちょう）は、鹿児島県鹿児島市の町。旧薩摩国谿山郡谷山郷山田村、谿山郡谷山村大字山田、鹿児島郡谷山町大字山田、谷山市山田町。郵便番号は891-0104。人口は5,399人、世帯数は2,245世帯（2020年4月1日現在）。

## 地理
鹿児島市の中部、永田川の中流域に位置している。町域の北方には星ヶ峯、南方には中山及び中山町、西方には皇徳寺台、五ケ別府町、東方には桜ケ丘がそれぞれ接している。周辺には新興住宅地が広がっているが、町域内の多くは水田の広がる農村地帯となっている。
町域の中央部を指宿スカイライン（鹿児島県道17号指宿鹿児島インター線）が南北に通っており、町域内には鹿児島IC方面のハーフインターとなっている山田ICと隣接して山田料金所が所在している。
また、北部を鹿児島県道35号永吉入佐鹿児島線が東西に通っており、山田交差点で鹿児島県道210号小山田谷山線と交差し、県道210号は谷山方面に南方向に通っている。山田交差点から春山町の春山交差点までは県道35号と重複し、小山田町方面へ接続している。

### 河川
- 永田川（二級河川）
  - 山之田川

## 歴史

### 山田の成立と中世

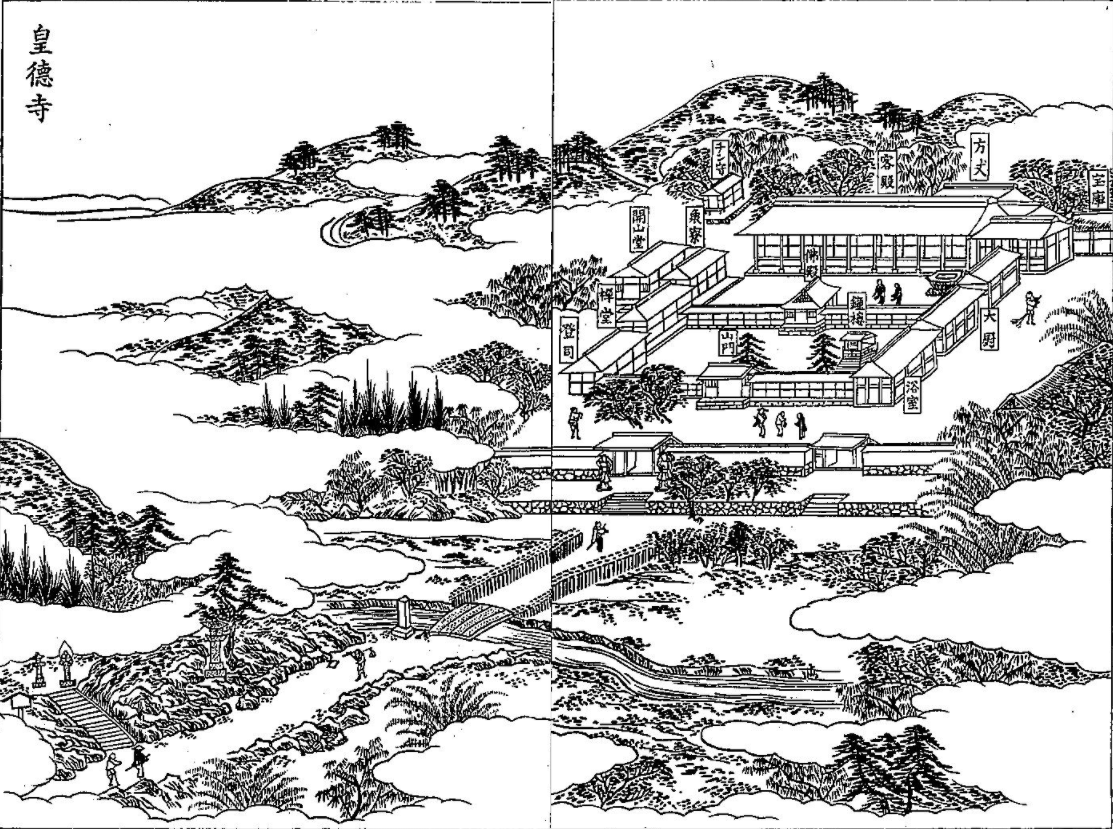
皇徳寺の絵図（三国名勝図会）

山田という地名は鎌倉時代より見え、薩摩国谿山郡のうちであった。1276年（建治2年）の山田忠真譲状案には「たにやまのこほりのうちやまたのむらならひにきたのへふ」とあり、次男の山田宗久に当村の地頭職を譲渡されたとある。同時に宇宿郷（現在の宇宿）が三男山田直久に譲渡された。
南北朝時代に征西将軍宮懐良親王によって皇立寺が創建され、懐良親王が没したのちに領主の谷山忠高は無外円照に帰依して円照を開山として皇徳寺を創建した。江戸時代になると寺領100石を有しており、七堂伽藍を備えた大寺となった。江戸時代の薩摩藩の地誌である三国名勝図会によれば皇徳寺について以下のように記している。

永谷山皇徳寺　山田村にあり、能州總持寺の末にして、曹洞宗なり、本尊釋迦如來、開山無外圓照和尚、開基の施主佛心大禅伯、由來記を按ずるに、菊池肥後守武光、後醍醐帝の皇子世良親王を肥後國に請下し、征西将軍の宮と仰ぎ奉り、武威を西海の諸州に振はむとす、正慶年中、親王本邦に來り給ひ、見寄原要害の地なるを以て、行館を搆へておはしけり、武光も見寄原の近地に壘壁を營み、親王を守護せり、さて親王の命によりて、見寄原のほとりにして、諏方社を建立し、又梵刹を創建して、皇立寺と名付け、國土の静謐を祈る、親王薨じ給ひて、翌年の春、光巖帝齋藤若狭守藤原實直をして、宣旨を下し給ひ、親王の位牌を皇立寺に安置し、菩提寺に定めらる、其後至徳年中に至り無外和尚親王の遺跡を慕ふて來り、此地を相して、梵刹を起んと欲す、時に谷山の郡司、右馬助平忠高入道、佛心無外和尚に歸依し、皇立寺をこゝに移し、七堂の伽藍を再興して、號を皇徳寺と改め、無外和尚を請待し、開山とすといふ、當寺に、古雲板あり、其背に銘を彫て云、薩州谷山郡永谷山常住、正平廿一年、丙牛、姑洗望日、大工浄法と、正平は南朝の年號にして、廿一年は、北朝の貞治五年に當る、由來記に、再興といへる、至徳の元年よりは、十八九年前なり、然れば永谷山の號は、此時既にあり、慶長中、一唯世子の霊牌を安置し、田地を寄附して、世子の菩提寺となし給ふ、寺領禄百石、
—三国名勝図会
また、室町時代のものであるとされる、村内の田畑を寺社に寄進していたことに関する史料が多く現存しており、村内にあった皇徳寺や、現在の鹿児島市立鹿児島玉龍中学校・高等学校付近にあった福昌寺などへの寄進があったとされる。

### 近世の山田村
江戸時代には薩摩国谿山郡谷山郷（外城）のうちであった。村高は「天保郷帳」では1,407石余、「郡村高辻帳」では1,407石余、「三州御治世要覧」では1,545石余、「旧高旧領取調帳」では1,577石余であった。
詳細な年代は不明であるが、江戸時代初期頃は山田郷に属していたとされる。「三国名勝図会」や「薩摩国郷村石附帳」によるとその後伊佐智佐郷と山田郷が合併し、谷山郷となったとされる。村域の中央を伊集院往還が通り、沿線には戸長役場が所在していた。1878年（明治11年）には黒丸小学が設立された。黒丸小学は1887年（明治20年）に辺田学校、白山小学と合併し中山小学校（現在の鹿児島市立中山小学校の前身）が創立された。

### 町村制施行以降
1889年（明治22年）4月1日に町村制が施行されたのに伴い、上福元村、下福元村、和田村、塩屋村、松崎町、平川村、中村、五ケ別府村の区域より谿山郡谷山村が成立した。それまでの山田村は谷山村の大字「山田」となった。
1897年（明治30年）4月1日に「 鹿兒島縣下國界竝郡界變更及郡廢置法律」（明治29年法律第55号）が施行されたのに伴い谿山郡が北大隅郡と共に鹿児島郡に編入され、谿山郡に属していた谷山村は鹿児島郡のうちとなった。
1918年（大正7年）1月10日には山田産業組合が設立され、のちに農業協同組合となり山田農業協同組合となり、1967年（昭和42年）には五ケ別府農協を合併して谷山北部農協となった。
1924年（大正13年）には谷山村が町制施行し谷山町となった。1958年（昭和33年）10月1日に谷山町が市制施行し谷山市となり、谷山市の町「山田町」と改称された。1967年（昭和42年）4月28日には谷山市と鹿児島市が対等合併し鹿児島市となった。
1978年（昭和53年）10月24日に「中山地区土地区画整理事業」として建設された桜ケ丘団地において換地処分が終了したのに伴い、中山町・山田町・宇宿町・田上町の各一部より桜ケ丘一丁目、中山町・山田町・宇宿町の各一部より桜ケ丘二丁目が設置された。
1989年（平成元年）2月13日には田上町、五ケ別府町、山田町の各一部にあたる「星ヶ峯団地地区」において住居表示が実施されることとなったのに伴い、田上町及び山田町の各一部より星ヶ峯一丁目、田上町及び山田町、五ケ別府町の各一部より星ヶ峯二丁目、山田町及び五ケ別府町の各一部より星ヶ峯四丁目、星ヶ峯五丁目が設置された。
1992年（平成4年）9月14日に南国地所（現在の南国殖産）によって造成された五ケ別府町および山田町の各一部にあたる皇徳寺ニュータウン地区において住居表示が実施されることとなり、山田町の一部より皇徳寺台一丁目、皇徳寺台二丁目、皇徳寺台三丁目、五ケ別府町及び山田町の一部より皇徳寺台四丁目が設置された。
1993年（平成5年）3月1日には「星ヶ峯ニュータウン」地区において住居表示が実施され、山田町及び田上町の各一部が星ヶ峯一丁目に編入された。1997年（平成9年）11月17日には中山町及び山田町の一部にあたる「中山・山田団地地区」において住居表示が実施されたのに伴い、中山町・山田町の各一部より中山一丁目及び中山二丁目が設置された。
2008年（平成20年）11月10日には山田町の一部にあたる南皇徳寺台地区が皇徳寺台三丁目および皇徳寺台四丁目に編入された。2016年（平成28年）2月1日には山田町の一部が皇徳寺台一丁目に編入された。

### 町域の変遷
| 実施後                 | 実施年             | 実施前             |
| ---------------------- | ------------------ | ------------------ |
| 桜ケ丘一丁目（新設）   | 1978年（昭和53年） | 中山町（一部）     |
| 桜ケ丘一丁目（新設）   | 1978年（昭和53年） | 山田町（一部）     |
| 桜ケ丘一丁目（新設）   | 1978年（昭和53年） | 宇宿町（一部）     |
| 桜ケ丘一丁目（新設）   | 1978年（昭和53年） | 田上町（一部）     |
| 桜ケ丘二丁目（新設）   | 1978年（昭和53年） | 中山町（一部）     |
| 桜ケ丘二丁目（新設）   | 1978年（昭和53年） | 山田町（一部）     |
| 桜ケ丘二丁目（新設）   | 1978年（昭和53年） | 宇宿町（一部）     |
| 星ヶ峯一丁目（新設）   | 1989年（平成元年） | 田上町（一部）     |
| 星ヶ峯一丁目（新設）   | 1989年（平成元年） | 山田町（一部）     |
| 星ヶ峯二丁目（新設）   | 1989年（平成元年） | 田上町（一部）     |
| 星ヶ峯二丁目（新設）   | 1989年（平成元年） | 山田町（一部）     |
| 星ヶ峯二丁目（新設）   | 1989年（平成元年） | 五ケ別府町（一部） |
| 星ヶ峯四丁目（新設）   | 1989年（平成元年） | 山田町（一部）     |
| 星ヶ峯四丁目（新設）   | 1989年（平成元年） | 五ケ別府町（一部） |
| 星ヶ峯五丁目（新設）   | 1989年（平成元年） | 山田町（一部）     |
| 星ヶ峯五丁目（新設）   | 1989年（平成元年） | 五ケ別府町（一部） |
| 皇徳寺台一丁目（新設） | 1992年（平成4年）  | 山田町（一部）     |
| 皇徳寺台二丁目（新設） | 1992年（平成4年）  | 山田町（一部）     |
| 皇徳寺台三丁目（新設） | 1992年（平成4年）  | 山田町（一部）     |
| 皇徳寺台四丁目（新設） | 1992年（平成4年）  | 山田町（一部）     |
| 皇徳寺台四丁目（新設） | 1992年（平成4年）  | 五ケ別府町（一部） |
| 星ヶ峯一丁目（編入）   | 1993年（平成5年）  | 山田町（一部）     |
| 星ヶ峯一丁目（編入）   | 1993年（平成5年）  | 田上町（一部）     |
| 中山一丁目（新設）     | 1997年（平成9年）  | 山田町（一部）     |
| 中山一丁目（新設）     | 1997年（平成9年）  | 中山町（一部）     |
| 中山二丁目（新設）     | 1997年（平成9年）  | 山田町（一部）     |
| 中山二丁目（新設）     | 1997年（平成9年）  | 中山町（一部）     |
| 皇徳寺台三丁目（編入） | 2008年（平成20年） | 山田町（編入）     |
| 皇徳寺台四丁目（編入） | 2008年（平成20年） | 山田町（編入）     |
| 皇徳寺台一丁目（編入） | 2016年（平成28年） | 山田町（一部）     |

## 人口
以下の表は国勢調査による小地域集計が開始された1995年以降の人口の推移である。
| 年                 | 人口  |
| ------------------ | ----- |
| 1995年（平成7年）  | 3,028 |
| 2000年（平成12年） | 2,977 |
| 2005年（平成17年） | 4,044 |
| 2010年（平成22年） | 3,900 |
| 2015年（平成27年） | 4,910 |

## 文化財

### 県指定
- 鹿児島市山田町の田の神（有形民俗文化財）
鹿児島みらい農業協同組合山田支所に安置されている田の神。享保8年（1723年）に地域の女性らによって建立されたと刻まれている[38][6]。1966年（昭和41年）3月11日に鹿児島県の民俗文化財に指定された[39]。

### 市指定
- 山田の鉦踊り（無形民俗文化財）[40]
- 田の神（山田町札下）（有形民俗文化財）[41]

## 施設

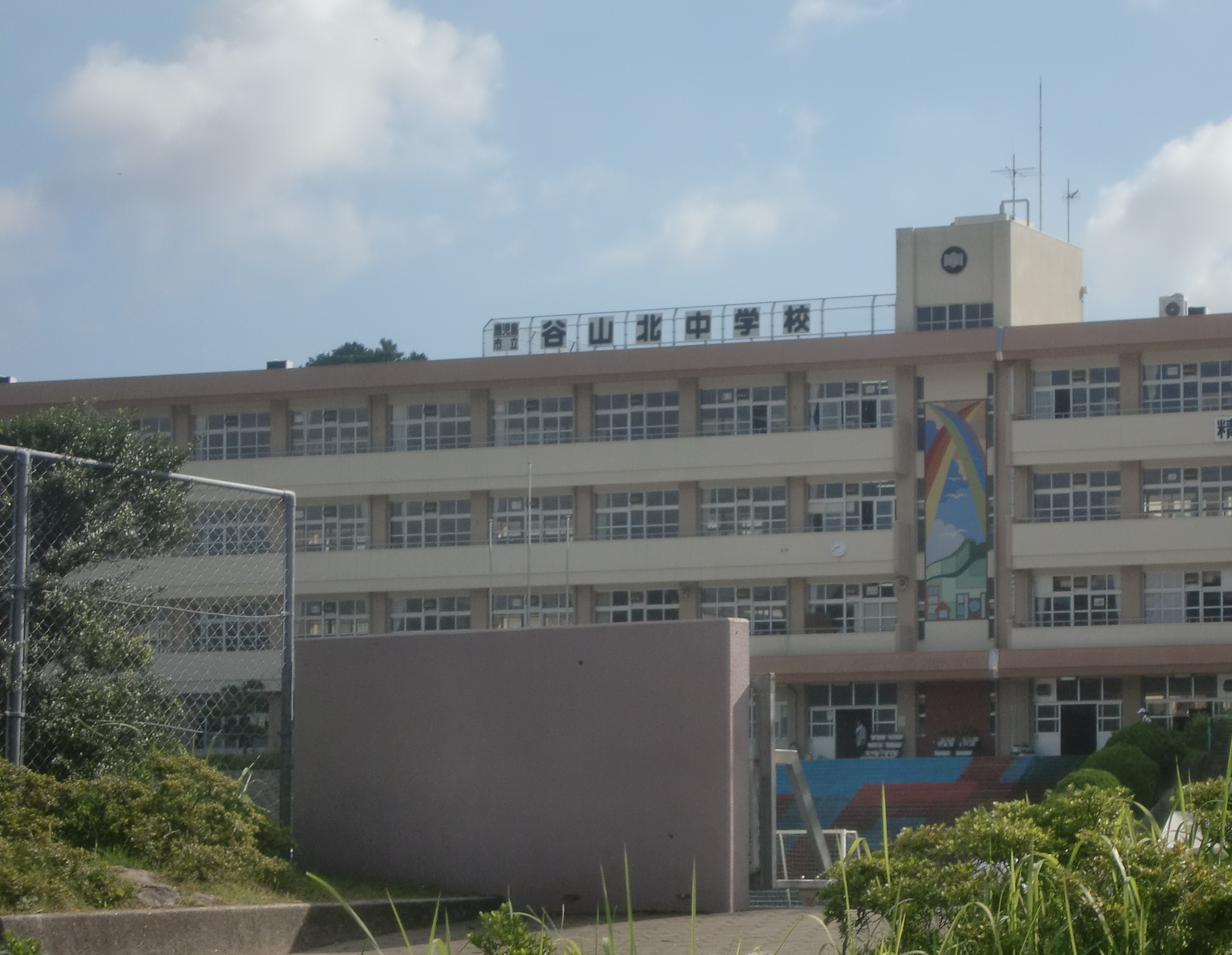
鹿児島市立谷山北中学校

### 公共
- 鹿児島市消防局南消防署谷山北分遣隊[42]
- 鹿児島市谷山北福祉館[43]
- 鹿児島県道路公社道路部[44]

### 教育
- 鹿児島市立谷山北中学校[45]
- 鹿児島市谷山学校給食センター[46]

### 寺社
- 黒丸神社[6][47]
- 明楽寺（浄土真宗本願寺派）[6][48]

### その他
- 晃栄住宅本社

## 小・中学校の学区
市立小・中学校に通う場合、学区（校区）は以下の通りとなる。
| 町丁   | 番・番地 | 小学校                 | 中学校                 |
| ------ | --- | ---------------------- | ---------------------- |
| 山田町 | 3929 | 鹿児島市立星峯西小学校 | 鹿児島市立星峯中学校   |
| 山田町 | 1121、1207、1242 - 1245、1247 - 1249、 1252 - 1260、1288、1289、2696、 3284 - 3352、3382 - 3406、3422、3430、 3431、3435 - 3438、3441 - 3607、 3622 - 3758、3761、3762、3769 - 3785、 3787 - 3788、3828 - 3833、3902 | 鹿児島市立皇徳寺小学校 | 鹿児島市立皇徳寺中学校 |
| 山田町 | 上記を除く全域 | 鹿児島市立中山小学校   | 鹿児島市立谷山北中学校 |

## 交通

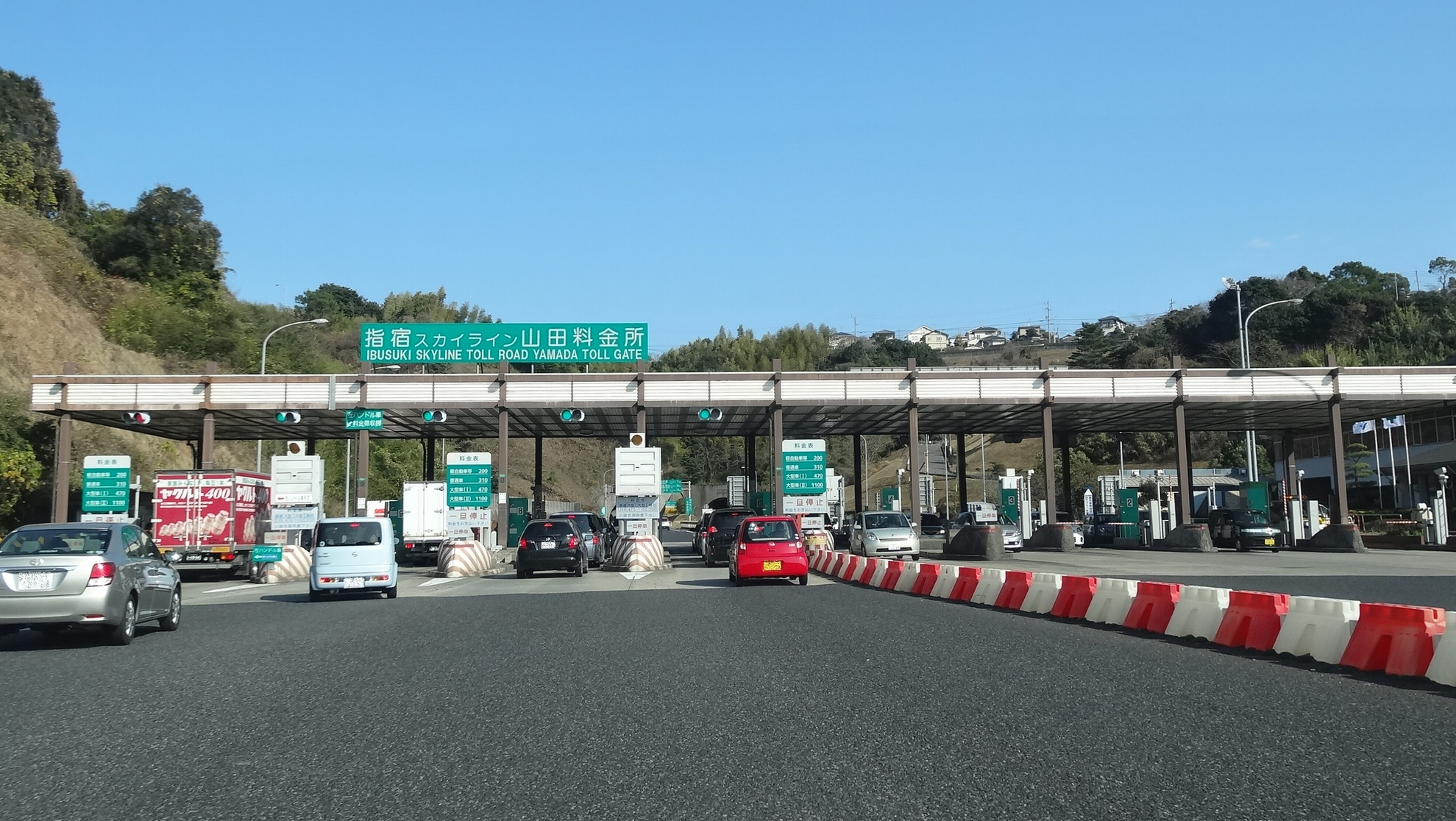
山田料金所

### 道路
主要地方道
- 鹿児島県道17号指宿鹿児島インター線（指宿スカイライン）
- 山田料金所 - 山田インターチェンジ
山田ICは鹿児島方面へのハーフインターチェンジとなっている。
- 鹿児島県道35号永吉入佐鹿児島線

一般県道
- 鹿児島県道210号小山田谷山線